# Св. св. Рафаил, Николай и Ирина (Ано Метеора)
„Св. св. Рафаил, Николай и Ирина“ (на гръцки: Αγίων Ραφαήλ, Νικολάου & Ειρήνης Άνω Μετεώρων) е православна църква в солунския квартал Ано Метеора, Гърция, енорийски храм на Неаполската и Ставруполска епархия.
На 22 декември 1994 година митрополит Дионисий Неаполски и Ставруполски осветява малък параклис и на следната 1995 година официално е създадена енорията „Свети Рафаил, Николай и Ирина“. На 12 октомври 1997 година митрополит Дионисий поставя основния камък на храма.